# Детектив Элайдж Бейли и робот Дэниел Оливо
«Детектив Элайдж Бейли и робот Дэниел Оливо» — цикл научно-фантастических романов и рассказов со значительным детективным уклоном американского фантаста Айзека Азимова.
Цикл посвящён похождениям сыщика-землянина Элайджа Бейли и его напарника — робота-космонита Р. Дэниела Оливо. Первое произведение написано в 1949 году. Цикл является связующим между циклами «Я, робот» и «Основание».

## Сюжет
Действие романов цикла происходит на фоне противостояния «космонитов» (англ. Spacers) — жителей бывших космических колоний Земли, наслаждающихся комфортной и долгой жизнью на планетах-«внешних мирах» и придерживающихся крайнего индивидуализма, — и землян, жизнь которых осложнена последствиями перенаселения родной планеты — она проходит в гигантских городах-муравейниках, названных Азимовым «Стальными пещерами» (название первого романа цикла).
Жизнь талантливого детектива Элайджа Бейли пришлась на кризисный период: время нарастания противоречий между Землёй и Внешними мирами. Для расследования убийства космонита, находившегося на Земле, ему в напарники прикомандирован необычный представитель внешних миров по имени Р. Дэниел Оливо, где «Р» означает робот.
От результатов этого и последующих расследований Бейли и его напарника зависит очень многое, вплоть до будущего цивилизации.

## Произведения, входящие в цикл
- «Мать-Земля» / Mother Earth (1949)
- «Стальные пещеры» / The Caves of Steel (1954)
- «Обнажённое солнце» / The Naked Sun (1956)
- «Зеркальное отражение» / Mirror image [в другом переводе «Зеркальное отображение закона»] (1972)
- «Роботы зари» / The Robots of Dawn [в других переводах «Роботы утренней зари», «Роботы рассвета»] (1983)
- «Роботы и Империя» / Robots and Empire (1985)

## Публикация в полном объёме в России
Айзек Азимов. Детектив Элайдж Бейли и робот Дэниел Оливо = Elijah Baley and R. Daneel Olivaw. — М.: ЭКСМО-Пресс, 2003. — 1088 с. — (Шедевры фантастики). — ISBN 5-699-04713-1.
Стальные пещеры. Зеркальное отражение. Обнаженное солнце. Издание 1992 года Санкт-Петербург "Северо-Запад"